# Alexanderplatz

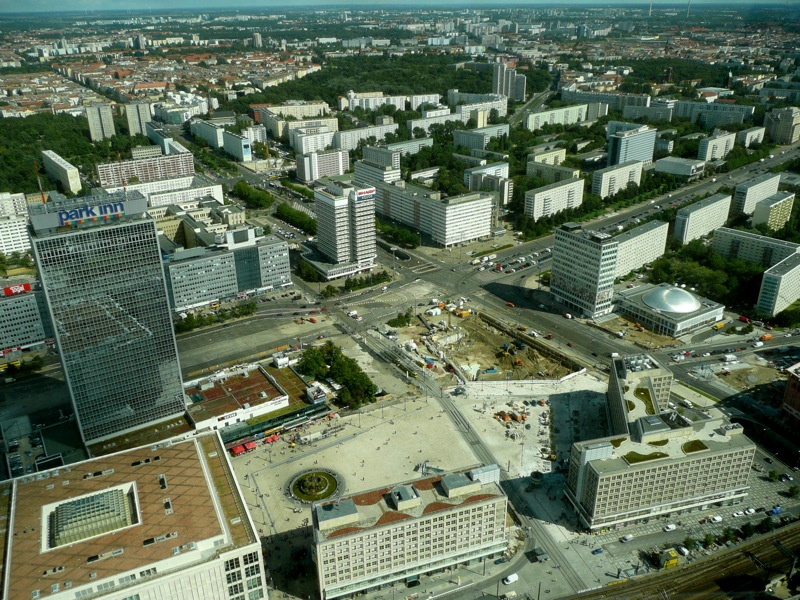
Az Alexanderplatz a tévétoronyból

Az Alexanderplatz, vagy a berlinieknek röviden csak Alex, Berlin egyik leghíresebb, legnevezetesebb tere, fontos közlekedési csomópont. A tér a Mitte kerületben található, közel a Spree folyóhoz és olyan nevezetességekhez, mint a Berlini dóm, és a tévétorony. 1949 és 1990 között az egykori Kelet-Berlinhez, vagyis az NDK övezetébe tartozott. Ekkor alakult ki mai, jellegzetesen szocmodern arculata.

## Története

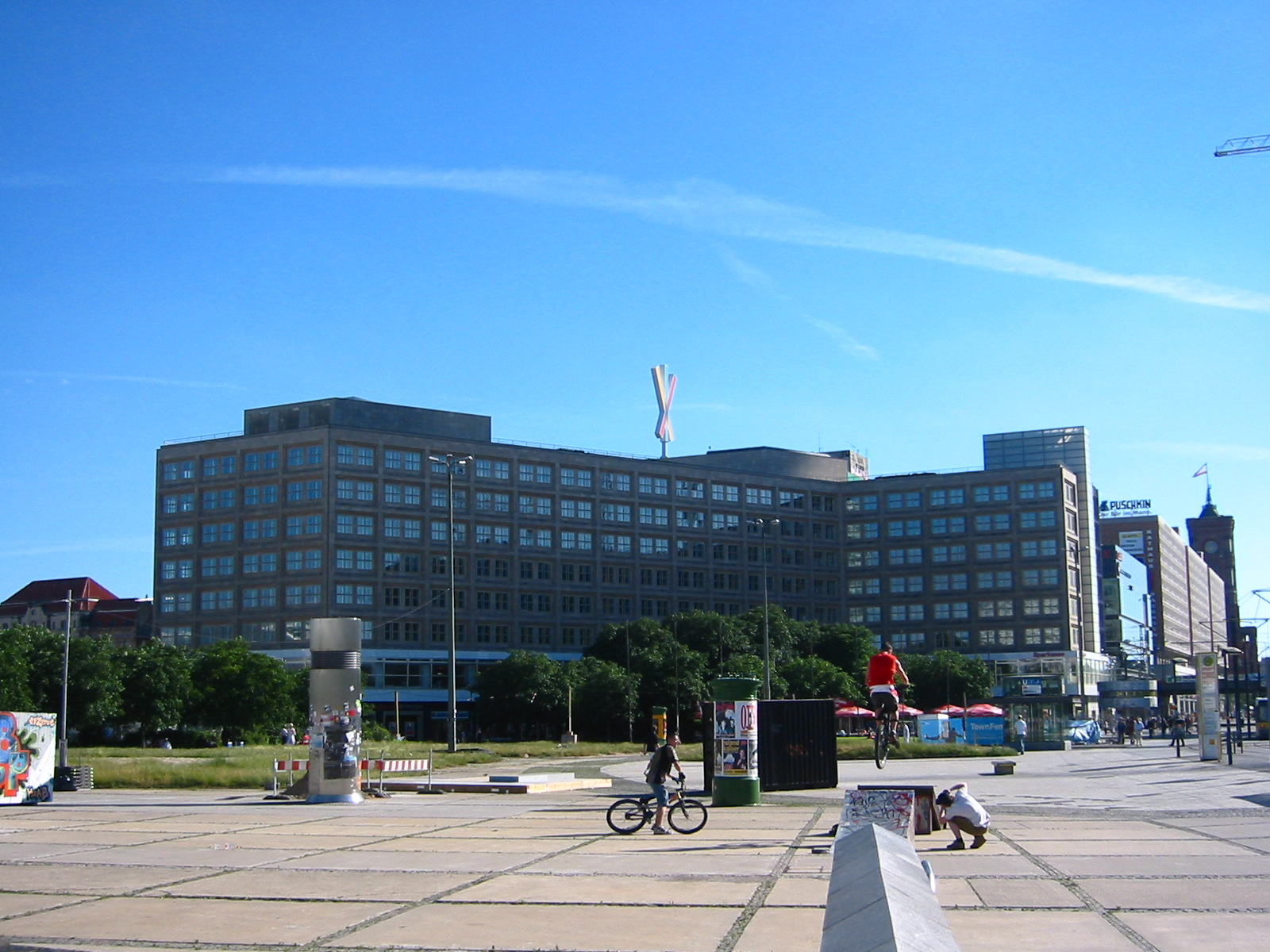
Alexenderhaus

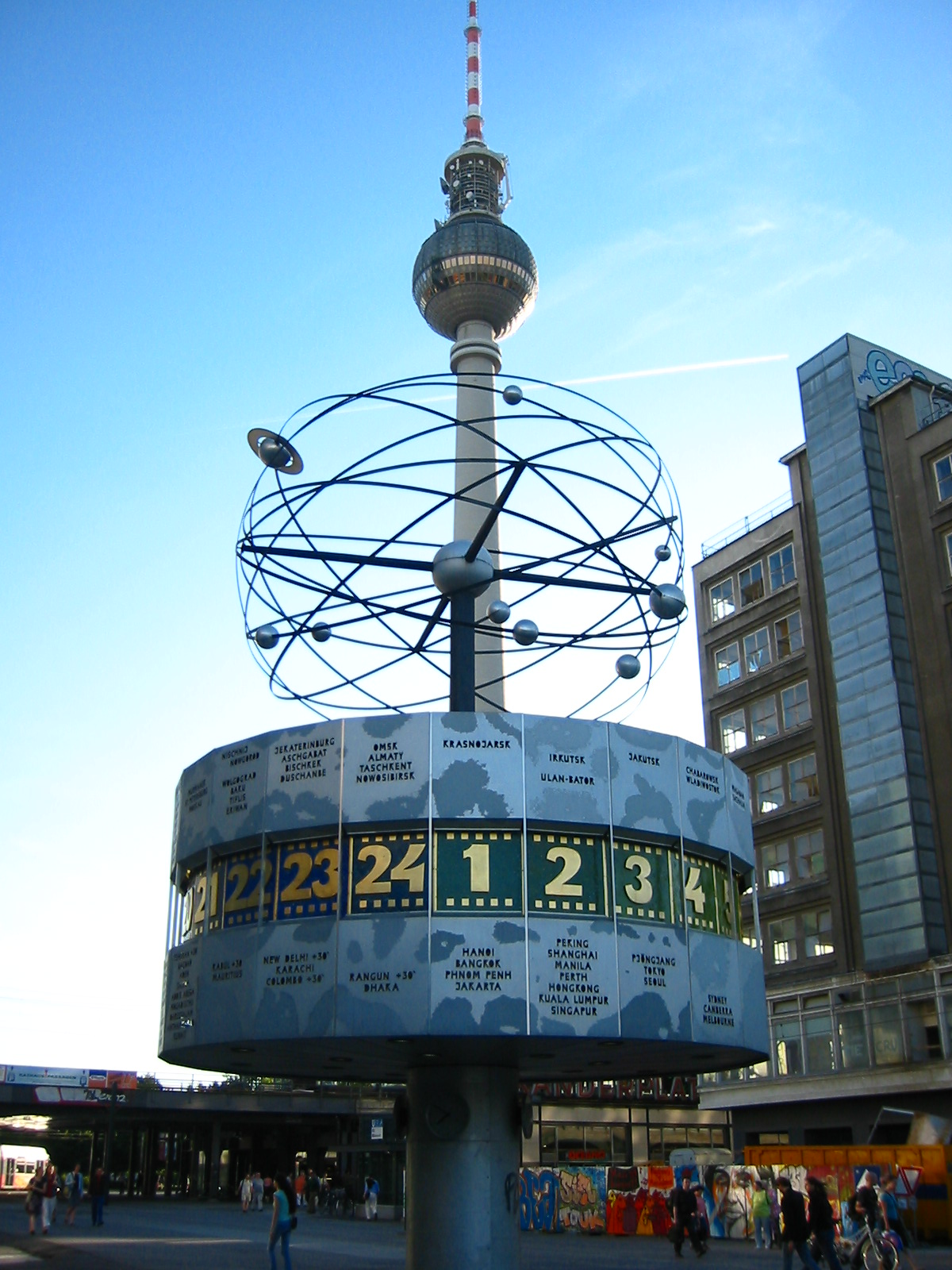
Az Uránia világóra és a tévétorony

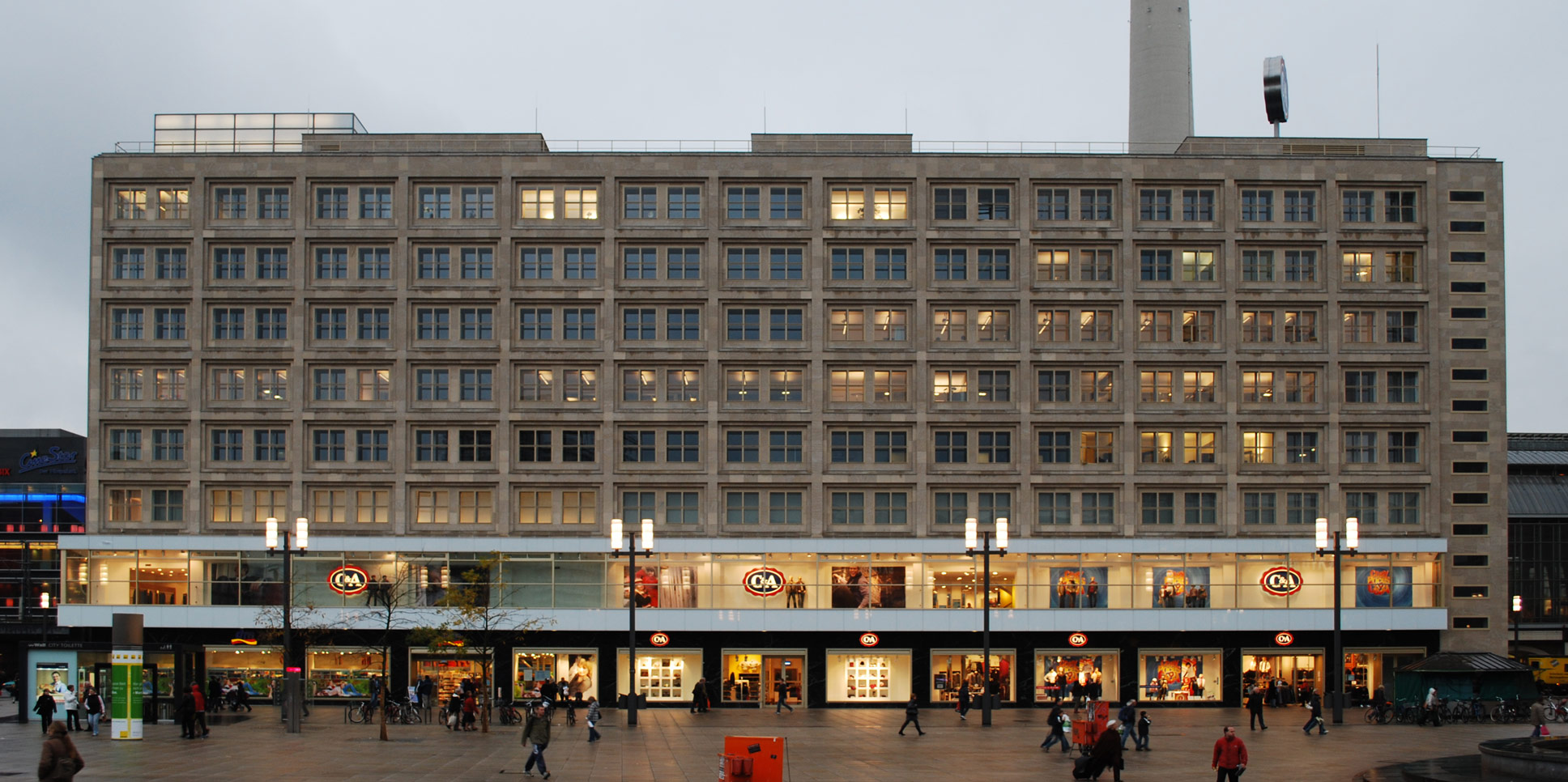
Berolinahaus

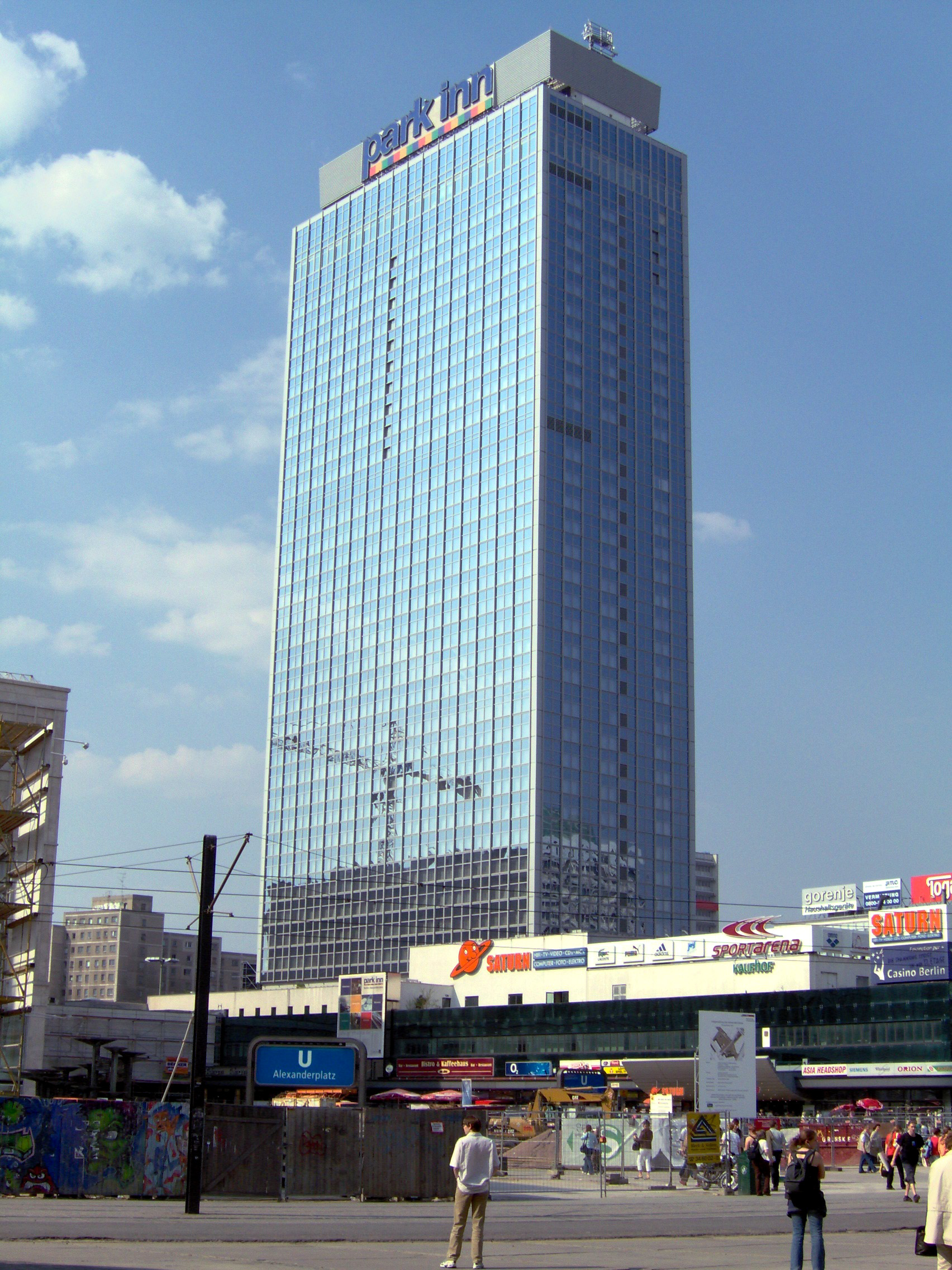
Park Inn

Alexanderplatznak 1805 óta hívják a területet, ugyanis akkor látogatott Berlinbe I. Sándor orosz cár. Az ő tiszteletére keresztelte át a teret III. Frigyes Vilmos porosz király. 1847-től lóvontatású omnibusz közlekedett a Potsdamer Platz és az Alex között, innentől kezdődik a tér közlekedési csomópont jellegének kialakulása. Az 1848-as forradalom alatt utcai harcok, barikádok színhelye. A 19. század harmadára már 5 szintes épületek jellemzik a teret. Az 1870-es évek után indul nagy fejlődésnek, miután megkezdődik a városi gyorsvasút, az S-Bahn építése. A vasutat 1882-ben adják át, Stadtbahnhof Alexanderplatz néven. 1896 után már tilos volt heti vásárokat tartani az Alexen, ez is a forgalom megnövekedett voltát mutatja.
A 20. század elején tovább erősödik a tér közlekedési funkciója: Megkezdődik az U-Bahn, a metró építése. A hálózatot az első világháborúnak is köszönhetően csak 1930-ban adják át. Az 1930-as években két nagy épületet emelnek, az Alexanderhaust és a Berolinahaust. A második világháború során 1941 és 1943 között nagy légvédelmi bunker épült a tér alá. A területet már csak a háború legvége felé, 1945 áprilisában kezdi bombázni a szövetséges légierő, nagy intenzitással. Majd a Berlini csatában a környék nagy károkat szenved, majdnem teljesen elpusztul.
A Potsdami konferencia a keleti övezetbe sorolta a teret és környékét, így ezt szemelték ki az NDK új fővárosának városközpontjaként. A funkcionalizmus jegyében megkezdődött a tér újjáépítése, ennek folyamán az Unter den Linden meghosszabbításaként kezdik el építeni a térből keleti irányban kiágazó Stalinalleet. Az 1960-as évektől újra nagy építkezések színtere a tér, a Hermann Henselmann vezette tervezőcsoport nyomán felépül a 368 méter magas Fernsehturm, a 120 méter magas Interhotel Stadt Berlin (ma: Park Inn), továbbá még számos más alkotás. A háború előtti beépítettség a négyszeresére emelkedik.
Az egyesítés után sem történik túl sok változás, a közlekedési hálózatot átveszi a BVG, a berlini tömegközlekedési vállalat. Majd 1999 után ismét visszahozzák a térre az onnan már felszámolt villamoshálózatot.

## Jelen
A tér látképét jelenleg főleg az 1970-es évek jellegtelen épületei adják, pont ezért nagyszabású tervet írtak ki az átépítésre, modernizálásra.

## Közlekedés

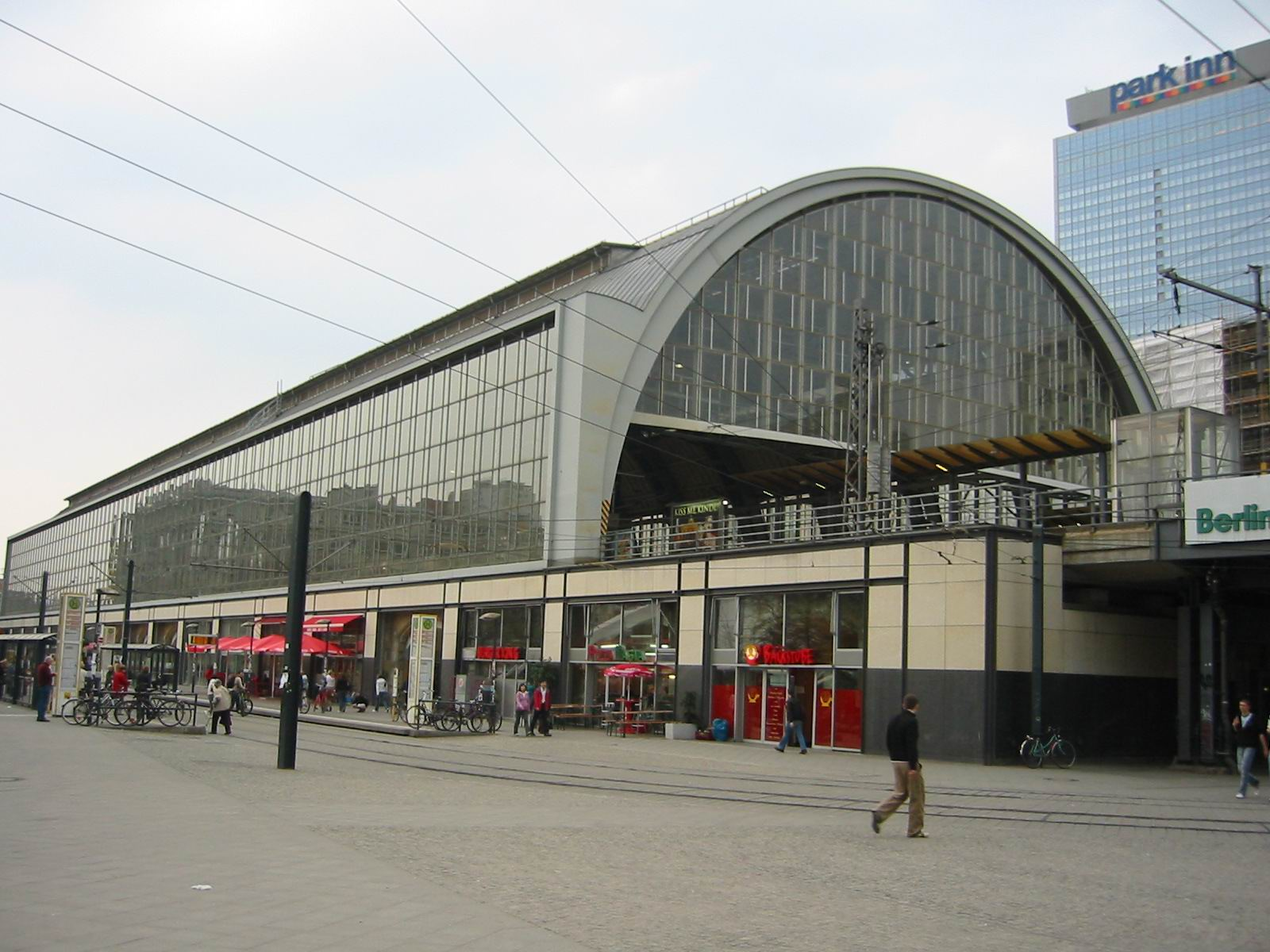
Az S-Bahn állomása, az előtérben villamossínek

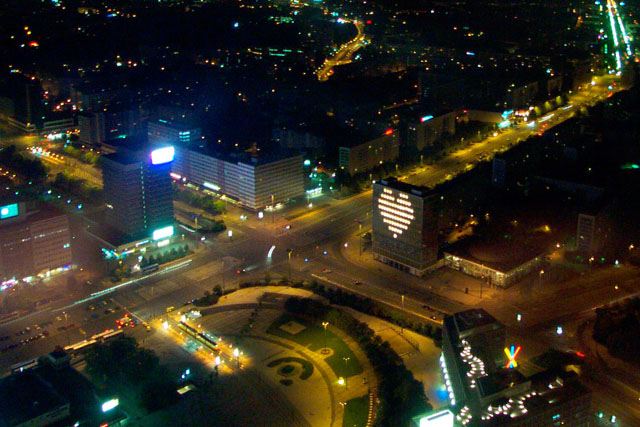
A tér éjjel

Rendkívül fontos közlekedési csomópont. Többek között itt kezdődik/végződik három darab Bundesstraße, metró és S-Bahn. Ezen kívül 4 villamosvonal is érinti a teret. A távolsági közlekedésben is fontos szerepet tölt be, 3 RegionalExpress és egy RegionalBahn végállomása található, de még buszjáratok is áthaladnak itt.

## Látnivalók
Marienkirche, Rotes Rathaus, Fernsehturm (tévétorony), népszerű nevén a Telespargel („tele-spárga”) vagy Zahnstocher („fogpiszkáló”), továbbá az Alexanderhaus, Berolinahaus, Berolina, az Uránia világóra és a Brunnen der Völkerfreundschaft (Népek Barátsága Kút).

## Szépirodalom
A modern regényirodalom egyik jelentős alkotása: Alfred Döblin (1878–1957): Berlin, Alexanderplatz

## Fordítás
- Ez a szócikk részben vagy egészben  az   Alexanderplatz című német Wikipédia-szócikk ezen változatának fordításán alapul.  Az eredeti cikk szerkesztőit annak laptörténete sorolja fel. Ez a jelzés csupán a megfogalmazás eredetét és a szerzői jogokat jelzi, nem szolgál a cikkben szereplő információk forrásmegjelöléseként.